# Davide Manenti
Davide Manenti (ur. 16 kwietnia 1989 w Turynie) – włoski lekkoatleta specjalizujący się w biegach sprinterskich.
Podczas mistrzostw świata juniorów w Bydgoszczy (2008) odpadł w półfinale biegu na 200 metrów oraz bez sukcesów startował w sztafecie 4 x 100 metrów. W 2011 na młodzieżowych mistrzostwach Europy odpadł w półfinale indywidualnego biegu na 200 metrów oraz wraz z kolegami z reprezentacji zdobył złoty medal w biegu rozstawnym 4 x 100 metrów. W 2012 biegł na trzeciej zmianie włoskiej sztafety 4 x 100 metrów która podczas igrzysk olimpijskich w Londynie odpadła w eliminacjach z czasem 38,58. W 2013 zdobył złoto igrzysk śródziemnomorskich w biegu rozstawnym 4 x 100 metrów.
Rekordy życiowe: bieg na 100 metrów – 10,51 (12 czerwca 2010, Turyn); bieg na 200 metrów – 20,44 (26 czerwca 2016, Rieti).
W 2019 roku sztafeta 4 × 400 metrów z Manentim na trzeciej zmianie ustanowiła czasem 38,11 aktualny rekord kraju.